# Огні
Огні́ (рос. Огни) — село у складі Усть-Калманського району Алтайського краю, Росія. Адміністративний центр та єдиний населений пункт Огнівської сільської ради.

## Населення
Населення — 1259 осіб (2010; 1639 у 2002).
Національний склад (станом на 2002 рік):
- росіяни — 97 %